# Miss Romênia
O Miss Romênia é um concurso de beleza que visa eleger dentre as candidatas de suas respectivas províncias, a melhor, que possa representar seu país no concurso Miss Universo. A Romênia não tem coroa, pois o país só começou a participar do certame em 1991. 
Depois de quase 11 anos sem participar do Miss Universo, uma nova coordenação assumiu o Miss Romênia Universo. A equipe de Valentina Ionescu vem enviando anualmente representantes fortes para o concurso internacional. A Romênia, até então, nunca se classificou no Miss Universo.

## Vencedoras
| Ano  | Miss Romênia          | Cidade    | Colocação |
| 2011 | Larisa Popa           | Slatina   |           |
| 2010 | Oana Paveluc          | Braşov    |           |
| 2009 | Bianca Constantín     | Bucareste |           |
| 1998 | Juliana Elena Verdes  |           |           |
| 1997 | Diana Maria Urdareanu |           |           |
| 1996 | Roberta Anastase      | Ploiești  |           |
| 1995 | Monika Grosu          |           |           |
| 1994 | Mihaela Ciolacu       |           |           |
| 1993 | Angelica Nicoara      |           |           |
| 1992 | Corina Corduneanu     |           |           |
| 1991 | Daniella Nane         |           |           |

## Site Oficial
- Site Oficial do Miss Romênia